# 柯正文
柯正文（英語：Quah Zheng Wen，1996年9月29日—）是一名新加坡游泳运动员，主项是混合泳。

## 运动生涯
2012年6月，柯正文在200米个人混合泳项目上创造了新的新加坡全国纪录。之后他代表新加坡参加在英国伦敦举办的2012年夏季奥运会，他在男子200米仰泳和400米个人混合泳的预赛上分别位列35名和33名，均无缘下一轮比赛。
2013年，他参加了在中国南京举办的亚洲青年运动会，并担任开幕式旗手。在比赛期间他获得了200米仰泳、200米蝶泳、200米个人混合泳的金牌，200米自由泳、4×100自由泳接力的银牌以及4×100混合泳接力的铜牌，共6枚奖牌。
两年后在自己的家乡新加坡举办的2015年东南亚运动会上，柯正文参加了12个小项的比赛，共赢得7面金牌、4面银牌以及1面铜牌，同时打破六项赛会纪录。
2016年4月，柯正文获得了里约奥运会的参赛资格，同时也与利宝保险（Liberty Insurance）签约，担任该公司代言人，为期一年。在同年8月的奥运正赛上，柯正文参加三个项目的比赛，成绩也有所提升，其中100米蝶泳和200米蝶泳均闯进半决赛，两个项目分别位列第15和第10名，此外他还参加了100米仰泳的比赛，最终的排名是第22名。
2016年奥运后，由于柯正文被认为具备获得奥运奖牌的潜力，他获批准将其服兵役的时间推迟至2020年东京奥运后。
2018年8月，柯正文在雅加达亚洲运动会期间收获了男子4×100米自由泳接力和男子4×200米自由泳接力两个项目的铜牌，这是他职业生涯首次在亚运会上获得奖牌。

## 家庭
柯正文有一个姐姐和一个妹妹，姐姐柯婷文曾在2009年亚洲青年运动会游泳项目上获得4金1铜，妹妹柯敬文也是一名游泳运动员。